# Salem, Baden-Württemberg
Salem är en kommun (tyska Gemeinde) i Bodenseekreis i delstaten Baden-Württemberg i Tyskland. Kommunen består av ortsdelarna (tyska Ortsteile) Salem, Beuren, Buggensegel, Grasbeuren, Mimmenhausen, Mittelstenweiler, Neufrach, Oberstenweiler, Rickenbach, Tüfingen och Weildorf. Folkmängden uppgår till cirka 12 400 invånare, på en yta av 62,7 kvadratkilometer.
Kommunen ingår i kommunalförbundet Salem tillsammans med kommunerna Frickingen och Heiligenberg.